# Ludwig Bledow
Ludwig Erdmann Bledow, aussi connu comme Dr Bledow est un  joueur d'échecs prussien né le 27 juillet 1795 à Berlin et mort le 6 août 1846 à Berlin, qui fonda la première revue allemande d'échecs : le  Schachzeitung der Berliner Schachgesellschaft en 1846.

## Biographie et carrière
Ludwig Bledow naquit à Berlin en 1795. Il était professeur de mathématiques au lycée de Cölln. Il fut formé aux échecs par le plus fort joueur de Berlin de l'époque, Julius Mendheim (de). À partir de 1835, Bledow fut considéré comme un des plus forts joueurs allemands. Il affronta les meilleurs joueurs de son temps. 
Bledow gagna des parties contre Bernhard Horwitz (en 1837), gagna un match contre Jaenisch (en 1842) et un match contre Mongrédien (+7 –4 =1, en 1845). Il affronta également Szén (en 1838 et 1839), Buckle (en 1843), Von der Lasa (en 1843) et Aaron Alexandre (en 1843). En 1845, il battit Anderssen (4,5–0,5 ou 5–0 suivant les sources).
Bledow fut un des fondateurs de la pléiade berlinoise. Ce groupe de maîtres allemands donna un nouveau départ décisif à la recherche dans le domaine du jeu d'échecs. Comme les autres membres de la pléiade, il joua aussi à la société d'échecs de Berlin, l'un des plus vieux club allemands, auquel la pléiade donna un véritable essor.

## Publications
- Die zwischen dem Berliner und Posener Klub durch Correspondenz gespielten Schach-Partieen, Veit und Comp., Berlin, 1843
- Die zwischen dem Berliner und Posener Klub durch Correspondenz gespielten Schach-Partieen, Schachverlag Mädler, Dresden 1997 ((réimpression de l'édition de Berlin de 1843)  (ISBN 3925691197)
- Stamma's hundert Endspiele, d'après l'édition de 1745, traduit par L. Bledow et O. von Oppen, Berlin, 1856